# Гідрогеологія Єгипту
Гідрогеологія Єгипту. 

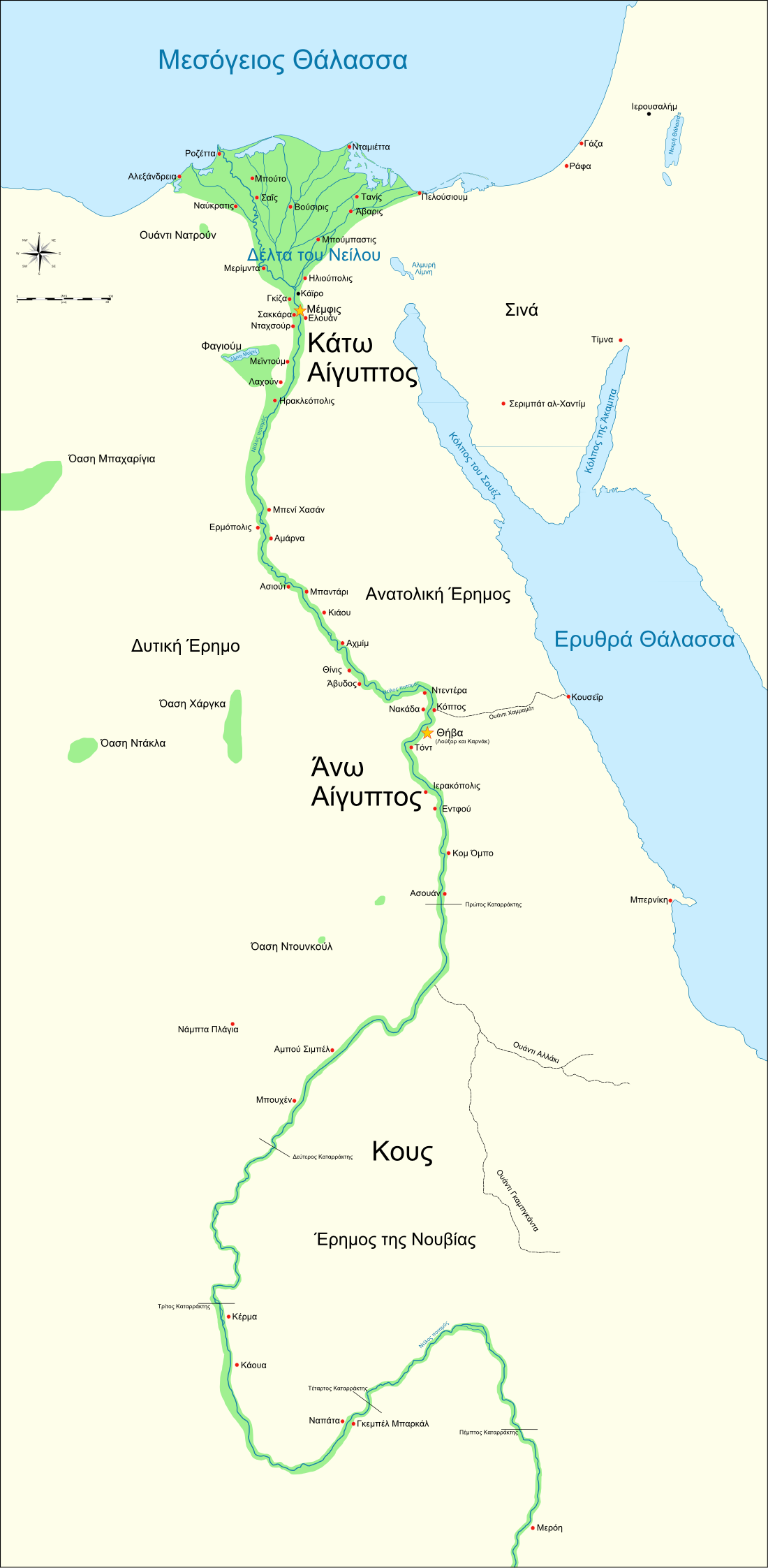
Ніл

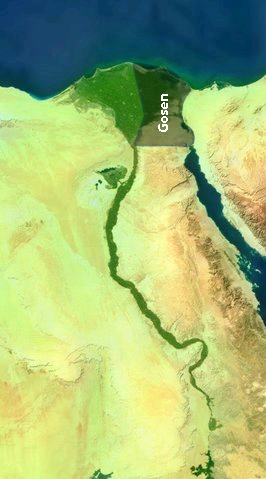
Мапа Єгипту з сателіту

На території країни виділяють такі гідрогеологічні регіони: пустельна область, долина і дельта Нілу, Синайський п-ів. У пустельній обл. головний водоносний комплекс пов'язаний з нубійськими пісковиками, пісками та конґломератами ниж. крейди. На півдні він залягає на поверхні, на півночі занурюється під більш молоді відклади (у западині Каттару глибина покрівлі 1885 м) і води стають напірними. Дебіти свердловин – десятки л/с. В западині Каттару природне розвантаження напірних вод становить 1,4 млн м³/добу. Сумарний відбір води в оазах Харга та Дахла – 3,36 млн м³/добу, т-ра води 25-39 °C, мінералізація південніше 28 о півн. ш. 0,5-0,6 г/л, склад HCO3- - Cl- - Na+. Північніше розвинуті солонуваті та солоні води Cl- - Na+ складу. 
У долині і дельті Нілу головний водоносний горизонт приурочений до четвертинних алювіальних відкладів. Глибина залягання ґрунтових вод – від 1-2 до 10 м і більше. Дебіти колодязів і свердловин – від 0,5 до 15 л/с. Там, де до алювію приурочені напірні води, – до 100-150 л/с. Питомі дебіти 18-50 л/с. Води в долині Нілу прісні (0,5-1,0 г/л). За складом гідрокарбонатні кальцієві. У дельті поряд з прісними розвинуті і солонуваті (до 3-10 г/л) хлоридні натрієві води. Щорічні ресурси ґрунтових вод в дельті становлять 500 млрд м3. З них лише 0,5 млрд м3 використовується для водозабезпечення і зрошування. Синайський півострів має дуже обмежені ресурси прісних підземних вод, які зосереджені лише в малопотужних осадових і вулканогенних породах гірських районів.